# Lars Arby
Lars Arthur Arby, född 19 augusti 1933 i Johanneberg, Göteborgs och Bohus län, död 24 september 2002 i Göteborg, var en svensk silversmed.
Arby utexaminerades från Konstfackskolan i Stockholm 1956 och drev därefter egen verksamhet som formgivare och silversmed. Arby är representerad vid bland annat Nationalmuseum, Helsingborgs museum  och Dalarnas museum.
Lars Arby är begravd på Örgryte gamla kyrkogård.